# 어은동
어은동(魚隱洞)은 대전광역시 유성구의 법정동이다.
행정동인 온천2동에 구성동, 궁동, 죽동, 장대동과 함께 속해있다. 
동쪽으로 구성동, 남쪽으로 봉명동, 서쪽으로 궁동, 북서쪽으로 신성동, 북동쪽으로는 가정동과 접한다. 